# 成昆線
成昆線（せいこんせん、中文表記: 成昆铁路）は中華人民共和国四川省成都市と雲南省昆明市とを連絡する全長1100kmの鉄道路線である。世界でも有数の山岳路線である。
主に別線による複線化が進められ、峨眉駅以南の旧線区間は峨攀線（峨眉～攀枝花～迤資～花棚子間）および元昆線（黄瓜園～元謀～温泉～昆明間）と呼称され、中間の花棚子～黄瓜園間はダム建設に伴い廃止された。

## 概要
1958年7月着工、1970年7月1日に全線開通。2000年8月に全線電化工事完了。これにより総運輸能力は2倍に増加した。成都駅 - 攀枝花駅間は成都鉄路局が、攀枝花駅 - 昆明駅間は昆明鉄路局が管理している。何重ものループ線で山脈を越えていき、景色は絶景である。トンネルは427本（総延長344.7km、うち3km以上のトンネルは12本）、橋梁は991本（総延長106.9km）を数え、全線の41％がトンネルと橋梁で占められる。また、地勢の関係から122の駅のうち3分の1に当たる41の駅はトンネル内や橋上に建設されている。

## 沿線
成昆鉄路沿線にはイ族、チベット族、ペー族、タイ族、リス族などの少数民族が生活している。沿線は農業が盛んで、リン鉱石や鉄鉱石、銅鉱石、鉛鉱石などを産出している。

## 複線化
全線を短絡線の新設または線増によって、時速160kmで走行できるよう、複線化する事業が進められ、2022年12月26日に開通した。新線によって、昆明・成都間の距離は旧線より200kmほど短縮されて915kmとなり、所要時間も大幅に短縮（普通列車で従来の19時間から7時間に）された。複線化が完成後は、新線は長距離旅客を、旧線は貨物および短距離旅客を分担する。

## 事件・事故
1981年、土石流によって成昆線の鉄橋が崩落し、列車が墜落して300人以上が死傷する事故が発生した（1981年成昆線列車転落事故）。

## リンク
- “成昆鉄路 6162次 禄丰南-攀枝花 机車視角 前方展望”.   bilibili (2020年5月27日). 2020年5月27日閲覧。